# Albert Meier (Radsportler, 1932)
Albert Meier (* 26. Oktober 1932 in Zürich) ist ein ehemaliger Schweizer Radrennfahrer und nationaler Meister im Radsport.

## Sportliche Laufbahn
Meier begann 1949 mit dem Radsport. Als Fensterputzer nutzte er das Rennrad als Mittel, um zu seinen Arbeitsorten zu fahren und dabei zugleich zu trainieren. Er konzentrierte sich bald auf den Bahnradsport.
1955 gewann er die nationale Meisterschaft im Sprint der Amateure. 1956 konnte er diesen Titel verteidigen. 1957 wurde er Zweiter der Meisterschaft hinter Elmar Gassner, und 1959 wurde er ebenfalls Vize-Meister hinter Kurt Rechsteiner. Von 1957 bis 1959 vertrat er die Schweiz bei den UCI-Bahn-Weltmeisterschaften im Sprint.